# تامی کش (رپر)
توماس تمممتز (به انگلیسی: Tomas Tammemets؛ زادهٔ ۱۸ نوامبر ۱۹۹۱) که بیشتر با نام هنری تامی کش (به انگلیسی: Tommy Cash یا TOMM¥ €A$H) رپر و خوانندهٔ استونیایی می‌باشد. وی بیشتر بخاطر مضامین غنایی و موزیک ویدئوهای جنجالی‌اش شناخته می‌شود.